# 採光
採光（さいこう）とは、建築物の室内の環境を調整するため、外部から自然光を取り入れることである。昼光照明（ちゅうこうしょうめい）とも呼ばれる。採光の効用が得られるのは太陽の昇っている日中のみであるため、現代の建築では、夜間に人間が活動することもふまえて人工照明と併用するのが一般的である。

## 採光の機能
採光には外から光を採り入れるだけでなく以下のような機能もある。
1. 居室内が暖められ結露の発生が抑えられる[3]。
2. 直射日光が当たる部分では、熱、乾燥、紫外線等の効果により、カビや細菌の発生が抑えられる[3]。
3. 冬季の暖房や昼間の照明の節約につながるなど省エネルギーの効果がある[3]。

## 採光の手法
採光は建築外皮を通じて昼間に日光の明るさを取りいれるものである。

### 窓
側窓
採光には窓のうち一般的には側窓（あるいは腰窓）が用いられる。光環境は側窓の面数（部屋の窓のある面数によって1面採光、2面採光、3面採光などがある）、形状（横長と縦長、掃き出し窓など）、位置に大きく影響される。
頂側窓
天井付近の高い位置に鉛直方向に設けた窓を頂側窓という。頂側窓を付けると室奥部分に光がよく届くようになり、部屋全体を明るくすることができる。ハイサイドライト (頂側光採光) ともいう。
天窓
天井に穿った開口を天窓 (トップライト、頂光採光) とよぶ。天窓の光環境への影響は季節や時刻によって大きく変動する。設置状況によっては60,000ルクス以上と過度に明るくなるため日照調整装置との併用も考慮される。

### 採光の調整
採光技術においては、採光を行う場合でも直射日光は遮蔽すべきものとして扱われたため、一般には直射日光を遮蔽する装置を「日射遮蔽装置」と呼ぶ。しかし、光環境という観点からは直射日光をただ遮蔽するのではなく調整すべきという観点から「日照調整装置」と呼ばれることがある。
- 開口部に設置するもの
  - 単ガラス - 眺望は最も良いが、直射光の拡散性がほとんどない[4]。
  - ガラスブロック - 眺望はあまりよくないが、直射光の拡散性が高い[4]。
- 内部附属物
  - 水平ブラインド - 全方角に対応可能で、眺望や直射光の調整は羽根の間隔や角度で変化する[4]。
  - 垂直ブラインド - 全方角に対応可能で、眺望の調整は羽根の間隔や角度で変化する[4]。直射光が窓面に対して角度があるときに有効とされる[4]。
  - 障子 - 太陽高度が低いときに有効で直射光の拡散性に優れる[4]。ただし、眺望はほぼない[4]。
  - ロールスクリーン - 太陽高度が低く特に東西面で適する[4]。眺望は巻き上げて調整する[4]。
  - レースカーテン - 太陽高度が低いときに適しており、眺望と直射光の拡散性は素材により異なる[4]。
- 外部附属物
  - 垂直ルーバー - 直射光が窓面に対して角度があるときに有効とされ眺望もよい[4]。
  - 庇 - 太陽高度が高いときに適しており、眺望もよいが、太陽高度が低いと直射光が入射しやすくなる[4]。
  - オーニング - 眺望は良く、固定の庇に比べて太陽高度が低くても対応できる[4]。
  - 水平ルーバー - 太陽高度が高いときに適しており、直射光を羽で反射させて室内を明るくする[4]。
  - 水平ブラインド - 全方角に対応可能で、眺望や直射光の調整は羽根の間隔や角度で変化する[4]。
  - 格子ルーバー - 水平ルーバーと垂直ルーバーの両方の特徴を併せ持つ[4]。
  - すだれ - 東西面や太陽高度が低い場合に適しており、自然素材であることによる視覚的効果もある[4]。眺望はあまり良くない[4]。

### 導光

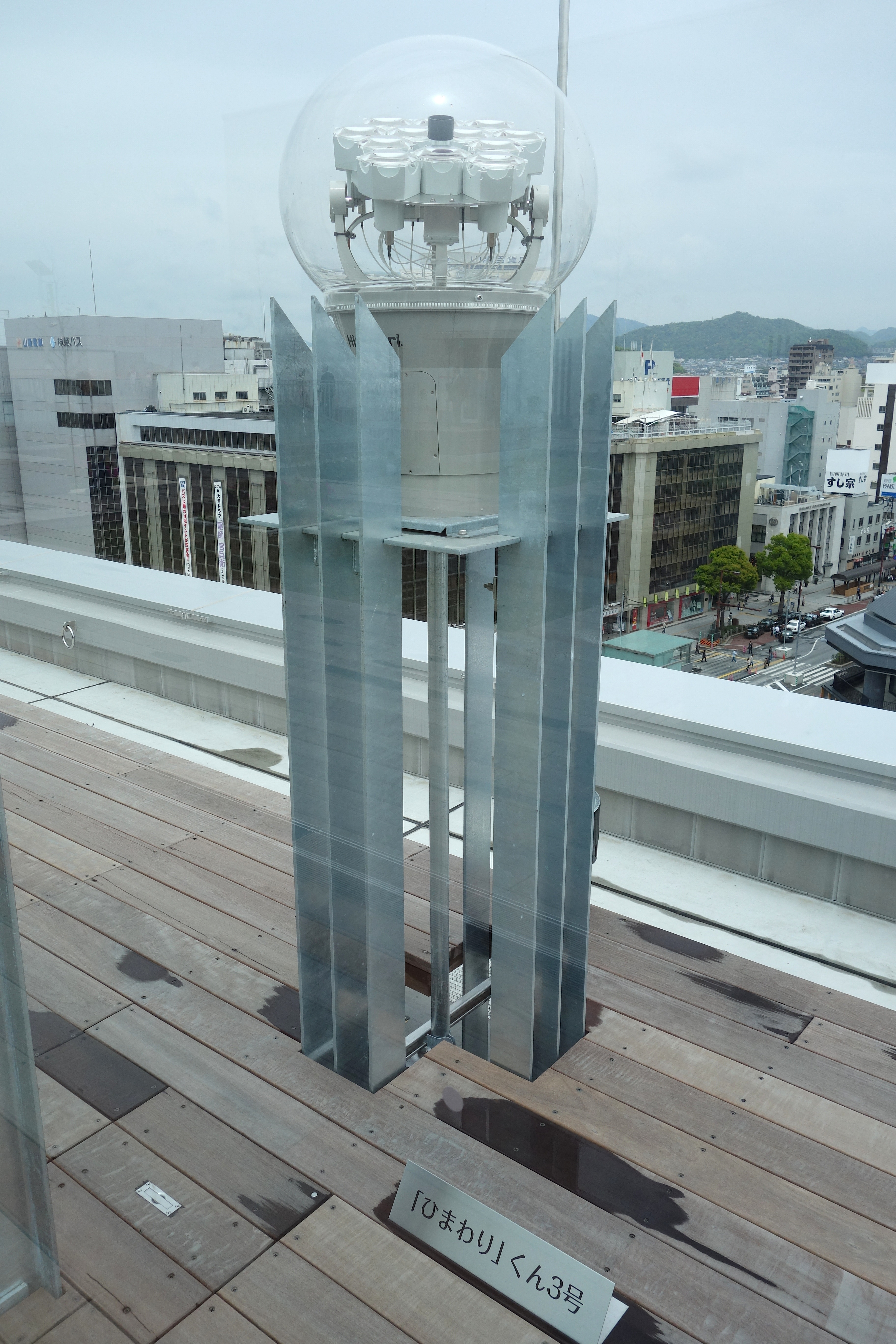
光ファイバーによる採光
JR姫路駅ビル

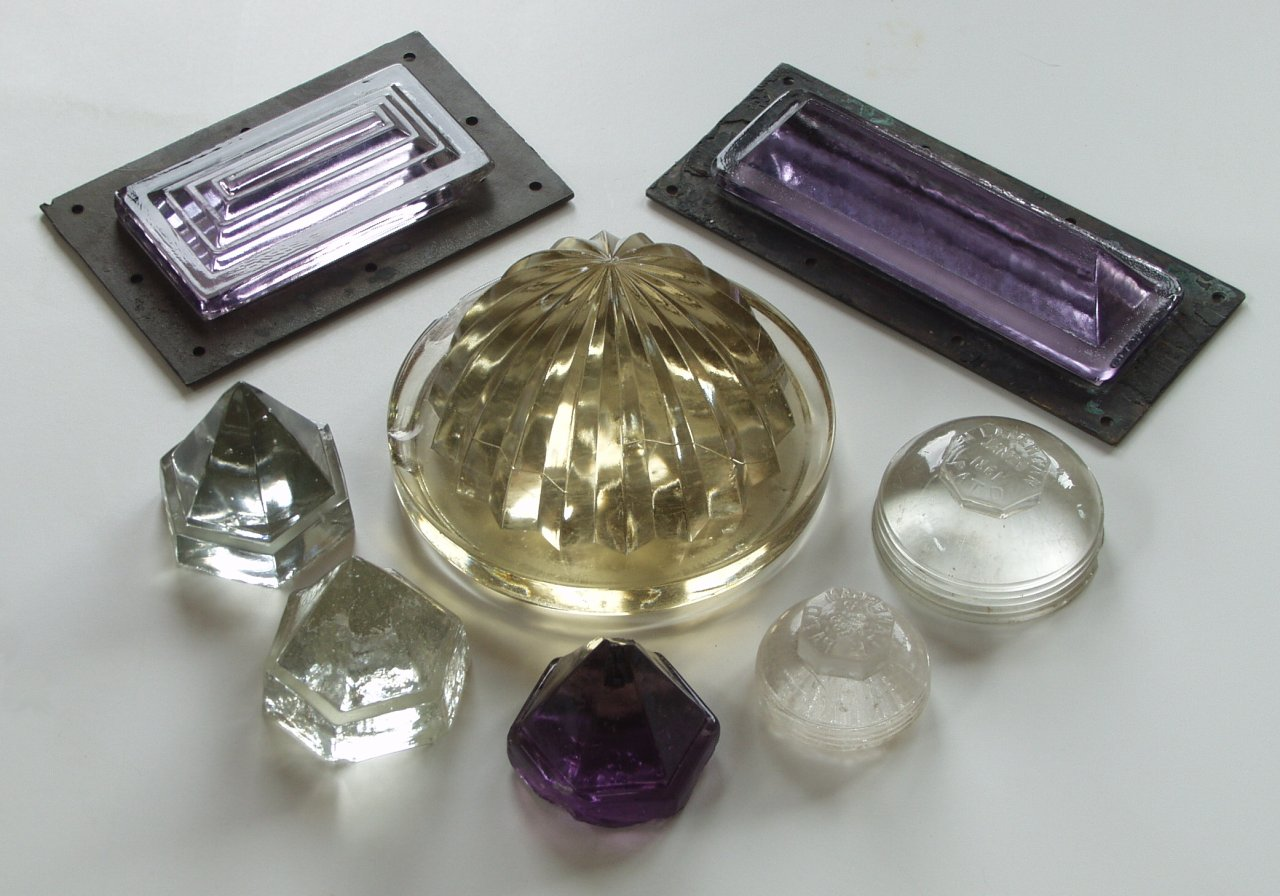
木造の船では火を使うのが危なかったため、甲板にデッキプリズムを設置して下に光を取り入れた。

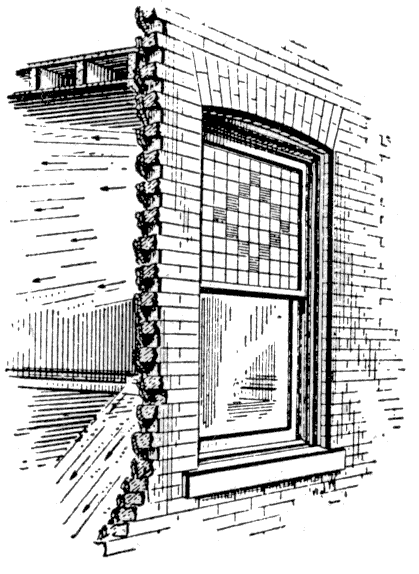
窓にプリズムを組み合わせ光を部屋の奥に導くアニドリック採光

採光によって取りいれた光を室奥へ導く手法を導光という。空間構成による導光（吹き抜け空間や欄間など）、仕上げ面反射による導光、装置的な導光などがある。
空間構成では建築物の中央部に採光目的で設ける光庭（コートヤード）や地下室での採光・通風を可能とするドライエリアもある。
また、装置的な導光として、直射日光を天井面へ導くための中庇であるライトシェルフなどの装置がある。高層建造物の吹き抜け空間（アトリウム）の天井部分から太陽追尾装置のついた反射板により光を取り入れる手法もある。
プリズムライトガイド
微小なプリズムを組み合わせた形状のパイプを通し、光を導入する技術。1990年代に開発された技術である。
Liter of Light
ペットボトルに水と腐らないよう漂白剤を加えて天井に穴をあけて設置する手法。

## 採光に関する法規
日本の建築基準法では、居室に採光のための開口部の設置を義務付けている。住宅であれば、通常居室面積の1/7以上の採光面積（窓の面積）が義務づけられている。